# Најсрећније доба године
Најсрећније доба године (енгл. Happiest Season) амерички је љубавно-драмедијски филм из 2020. године, редитељке Кли Дувал, по сценарију Дувалове и Мери Холанд. Са ансамблском поделом улога коју чине Кристен Стјуарт, Макензи Дејвис, Алисон Бри, Обри Плаза, Ден Ливи, Мери Холанд, Виктор Гарбер и Мери Стинберџен, филм прати жену која се бори са аутовањем својој конзервативним родитељима док их она и њена девојка посећују током Божића. Дувалова је рекла да је филм полуаутобиографски приказ њеног сопственог искуства са породицом.
Подуцента TriStar Pictures-а, филм је објављен 25. новембра 2020. године у Сједињеним Државама, дистрибутера -а. Филм је објављен 28. новембра 2021. године у Србији, дистрибутера -а. Филм је добио позитивне критике критичара, уз похвале за глумачку екипу.

## Улоге
| Глумац          | Улога         |
| --------------- | ------------- |
| Кристен Стјуарт | Аби           |
| Макензи Дејвис  | Харпер        |
| Алисон Бри      | Слоун         |
| Обри Плаза      | Рајли Џонсон  |
| Ден Ливи        | Џон           |
| Мери Холанд     | Џејн          |
| Виктор Гарбер   | Тед           |
| Мери Стинберџен | Типер         |
| Ана Гастејер    | Хари Левин    |
| Џејк Макдорман  | Конор         |
| Барл Мозли      | Ерик          |
| Сарају Рао      | Керолин Макој |